# Джеймс Лілья
Джеймс Фредерік Лілья(англ. James Frederick Lilja; 7 травня 1966) — американський гінекологічний онколог та музикант Лос-Анджелеса, мабуть, найбільш відомий як перший барабанщик панк-рок гурту The Offspring, замінивши Джима Бентона і виступав в складі групи між 1984 і 1987 роках.

## Університетська освіта і The Offspring
Лілья навчався в університеті Каліфорнії в Лос-Анджелесі між 1984 і 1988 роках, і який закінчив з бакалавром мікробіології.
У 1984 році, Лілья приєднався до гурту Manic Subsidal, який в кінцевому підсумку змінив свою назву на The Offspring в 1986 році. Лілья грав у групі першу демо-касету в 1986 р., рік потому, Лілья, виконав на дебютному альбомі сингл «i'll Be Waiting», випущений через Black Label Records. Лілья також допомагав писати пісні "Beheaded," пізніше, розміщена на дебютному альбомі групи, "The Offspring" (1989).

## Медична кар'єра після музичної кар'єри
Лілья залишив The Offspring, фронтмен гурту Декстер Голланд сказав, що Лілья був зосереджений на медичний школі, то група відпустила його в дружніх відносинах. Лілья отримав допуск до University of Pittsburgh School of Medicine, де він отримав ступінь доктора медицини в 1993 році. Лілью у групі замінив Рон Уелті у 1987 р.,, якому було тільки 16 років на той момент.
Після закінчення медичної школи, Лілья провів в інтернатурі й ординатурі University of Texas Health Science Center в Х'юстоні (1994-1997 рр.) та стажування в University of Michigan Medical School (1998-2000 рр.). У 2001 році, він був сертифікований американською радою з Акушерства та гінекології як акушер і гінеколог. Він закінчив університет Мічигану в гінекологічної онкології. У 2003 році він був сертифікований як акушер-гінеколог і гінекологічний онколог.
В даний час, Лілья — штатний хірург, який працює у Лос-Гато, Каліфорнія. Він має особливу зацікавленість у клінічних випробуваннях ліків. Він головний дослідник і автор клінічних досліджень по використанню регіональної гіпертермії ("HIPEC"). Він заснував стартап компанії з декількома іншими вченими називається ThermalCore (DBA Verthermia), гіпертермія в даний час проходить людські випробування фази I.

## Особисте життя
Лілья розмовляє іспанською.

## Дискографія
З Manic Subsidal
- We Got Power Part II - Party Animal (1985)

З The Offspring
- 6 Songs Demo Tape (1986)
- I'll Be Waiting (1986)

## Зовнішні посилання
- Джеймс Лілья на сайті Discogs (англ.)